# کوین اندرسون
کوین اندرسون (به انگلیسی: Kevin Anderson) (زاده ۱۸ مهٔ ۱۹۸۶ - ژوهانسبورگ) تنیس‌باز اهل کشور آفریقای جنوبی است.
اندرسون در مسابقات بین‌المللی مهمی شرکت کرده است که می‌توان به صعود وی به فینال مسابقات تنیس ویمبلدون ۲۰۱۸ اشاره کرد، بهترین رتبه وی در رتبه‌بندی جهانی تنیس ۲۵ (۲۰ مه ۲۰۱۳) بوده است.